# Морской песочник
Морской песочник (лат. Calidris maritima) — вид птиц из семейства бекасовых, достаточно крупный кулик. Гнездится на арктических побережьях и в горной тундре Евразии, Северной Америки и островах Северного Ледовитого океана. Вне сезона размножения его обычно можно встретить на берегу в полосе прибоя, где он небольшими стайками до 10—20 особей держится на влажных, густо покрытых бурыми водорослями валунах. Птица не боится человека и подпускает его на достаточно близкое расстояние. Вспугнутая на камнях стайка с криком поднимается в воздух, описывает невысоко над поверхностью воды полукруг и вновь возвращается на камни.

## Описание

### Внешний вид
Песочник средних размеров и плотного телосложения, немного крупнее чернозобика. Длина 19—22 см, размах крыльев 40—44 см, масса 55—110 г. Своим внешним видом этот вид заметно выделяется среди всех песочников, за исключением берингийского; однако ареалы этих двух родственных между собой птиц нигде не пересекаются.

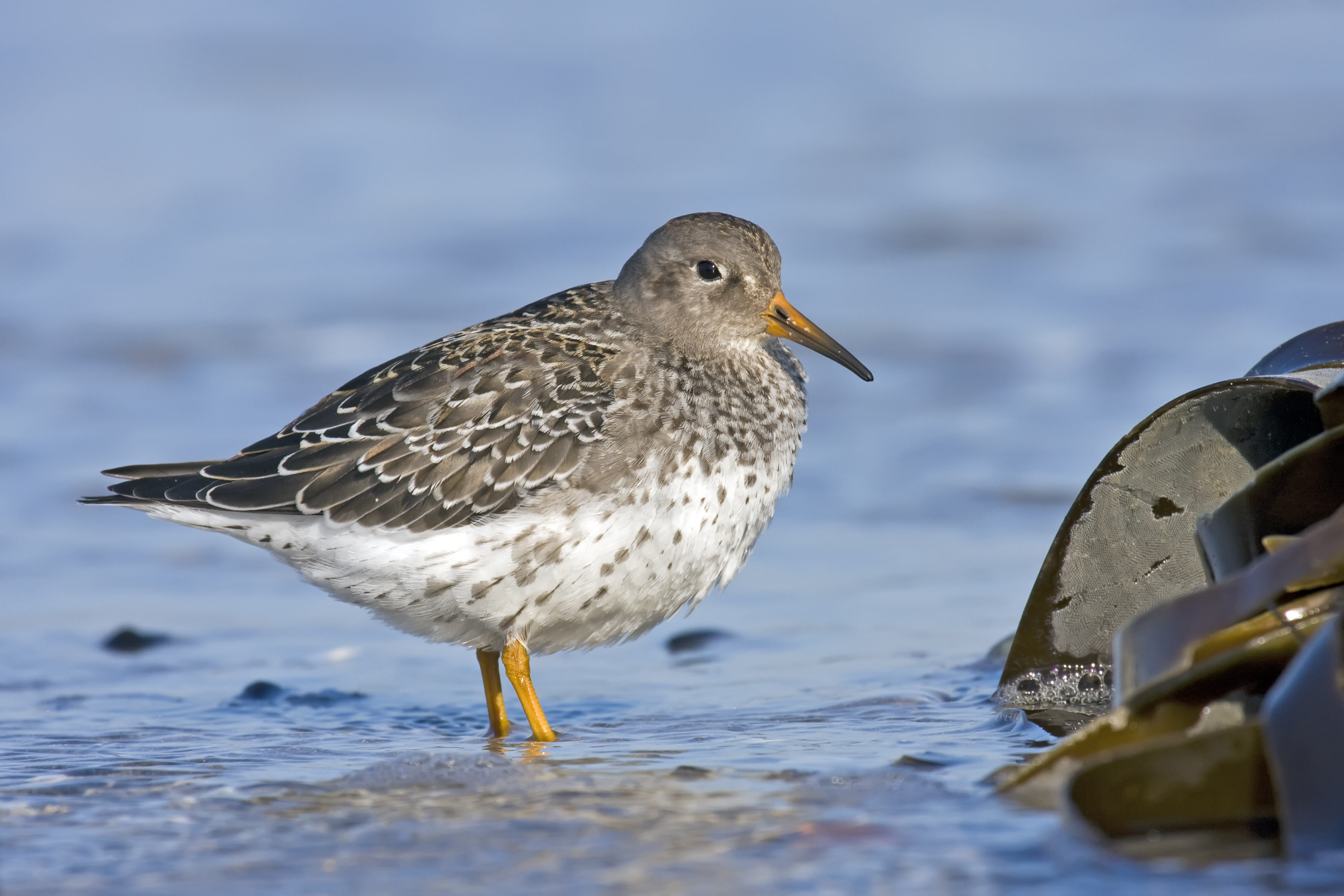
В зимнем наряде

В атлантическом секторе Арктики, в котором находится большая часть поселений морского песочника, наиболее часто его сравнивают с чернозобиком — оба эти вида объединяют сравнительно длинный едва заметно загнутый книзу клюв и сходный рисунок оперения верхней стороны тела. В сравнении с чернозобиком морской песочник более коренаст и имеет очень короткие желтоватые (летом) либо оранжевые (зимой) ноги. Клюв в процентном отношении также занимает меньшую длину, крылья в сложенном состоянии не заходят на вершину хвоста. В нижней части ног развиты толстые кожистые оторочки, которые увеличивают касательную поверхность и помогают удерживаться на скользкой покрытой водорослями поверхности.
Половой диморфизм проявляется только в размерах: самки выглядят несколько крупнее самцов и обладают более длинным клювом; в окрасе оба пола различий не имеют. Расцветка оперения тёмная, в которой в отличие от многих других песочников чёрные и угольно-серые тона доминируют над рыжими. Весной и летом оперение верхней части тела черноватое или тёмно-бурое с бледно-охристыми, беловатыми и рыжими каёмками перьев на темени, затылке и лопатках. Бока головы и горло серовато-белые с тёмными продольными штрихами, над глазом развита светлая надбровная полоса. Грудь тёмно-бурая, брюхо в средней части белое, по бокам беловатое с тёмно-бурыми продольными пестринами. Первостепенные маховые буровато-чёрные, второстепенные бурые с белыми вершинными каёмками. Хвост слегка закруглённый, рулевые серовато-бурые, с узкими белыми каёмками в центральной части. Радужина тёмно-бурая.
Осенью и зимой оперение становится ещё более тёмным и монотонным. Рыжие тона в нём заменяются угольно-серыми, светлая надбровная полоса исчезает, голова в целом приобретает однотонный буровато-серый окрас. На уздечке между глазом и клювом образуется хорошо выраженное белое пятнышко, жёлтые ноги и основание клюва приобретают горчичный или оранжевый оттенок. Шея и грудь буровато-серые. Брюхо на фоне тёмного верха выглядит контрастно-светлым и в сравнении с летним нарядом более тусклым — беловато-серым с размытыми мышино-серыми пятнами по бокам. Молодые птицы похожи на взрослых в летнем наряде, отличаясь от них бледно-охристыми и беловатыми, но не рыжими каёмками опахал в верхней части тела.

### Голос
Вне гнездового участка обычно немногословная птица. Наиболее частая позывка — громкий, но вместе с тем мягкий односложный крик, передаваемый как «кют», «кеут» или «кевит», иногда в стайках переходящий в тихое двусложное щебетание. Сигнал тревоги — громкий и быстрый хохочущий крик «пехехехехехе…». В сезон размножения репертуар более разнообразный, состоящий из различных хриплых и вибрирующих звуков. В частности, в токующем полёте издаёт звонкую урчащую трель, похожую на трель чернозобика — «пруи..пруи..пруи…» или более жёсткое щебетание «кьюик..кьюик…уик..уик..уик…».

## Распространение

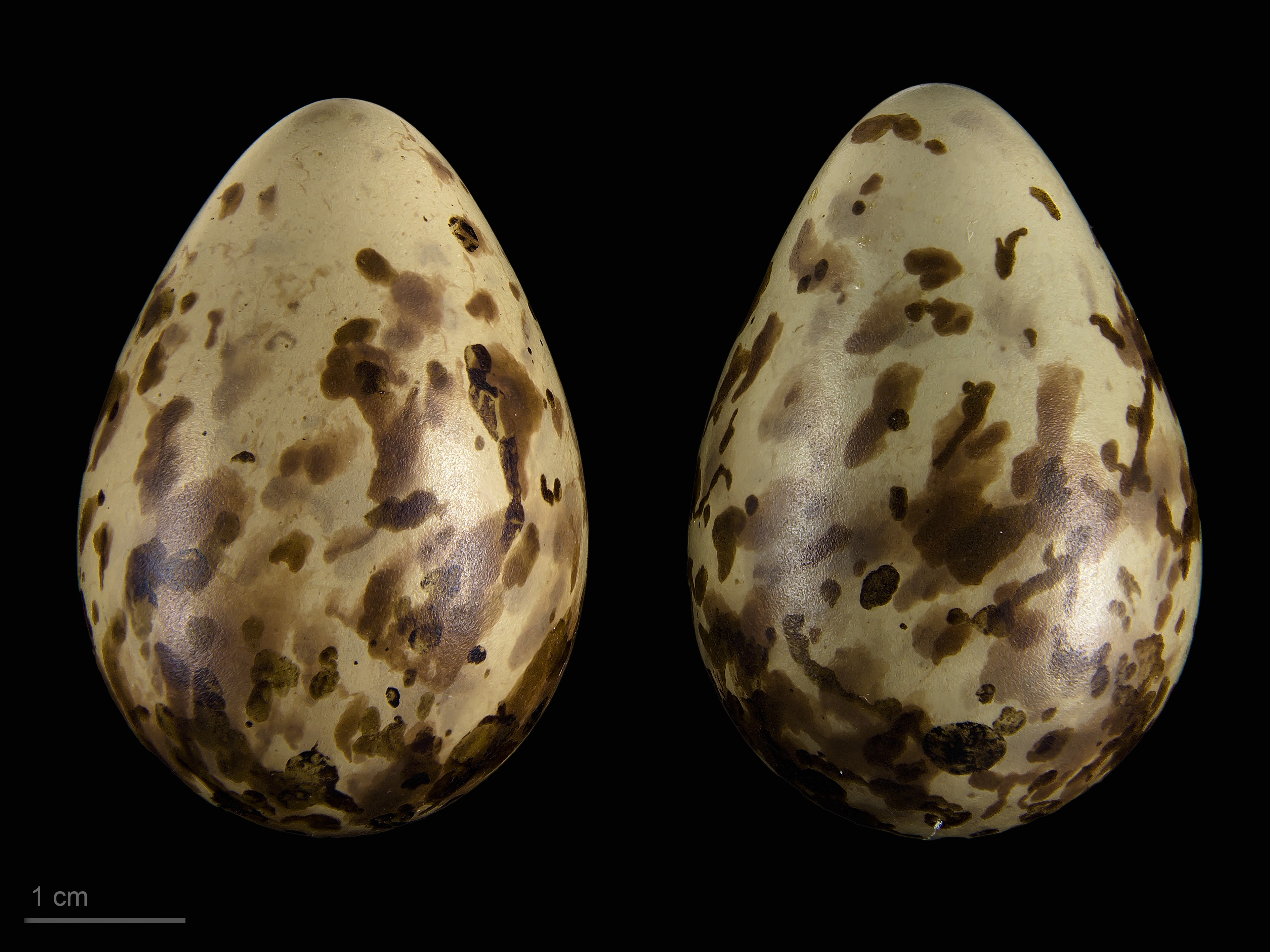
яйцо Calidris maritima maritima - Тулузский музеум

### Гнездовой ареал
Гнездовой ареал — арктические побережья и горная тундра северной Евразии, Северной Америки и множественных островов Северного Ледовитого океана. На американском континенте гнездится в пределах Канадского арктического архипелага и прилегающего материкового побережья от островов Мелвилл, Девон, Баффинова Земля к югу до острова Саутгемптон и островов у восточного побережья Гудзонова залива. В Евразии распространён в северной части Скандинавии, на Кольском полуострове  к востоку до Семи островов, к югу до низовьев Поноя, на Таймыре к востоку до 110° в. д. Кроме того, крохотная популяция этих птиц отмечена в гористой местности на севере Шотландии. Гнездится на островах Гренландия, Исландия, Фарерские, Медвежий, Шпицберген, Земля Франца-Иосифа, Новая Земля, Вайгач, Северная Земля и Диксон.

### Зимний ареал

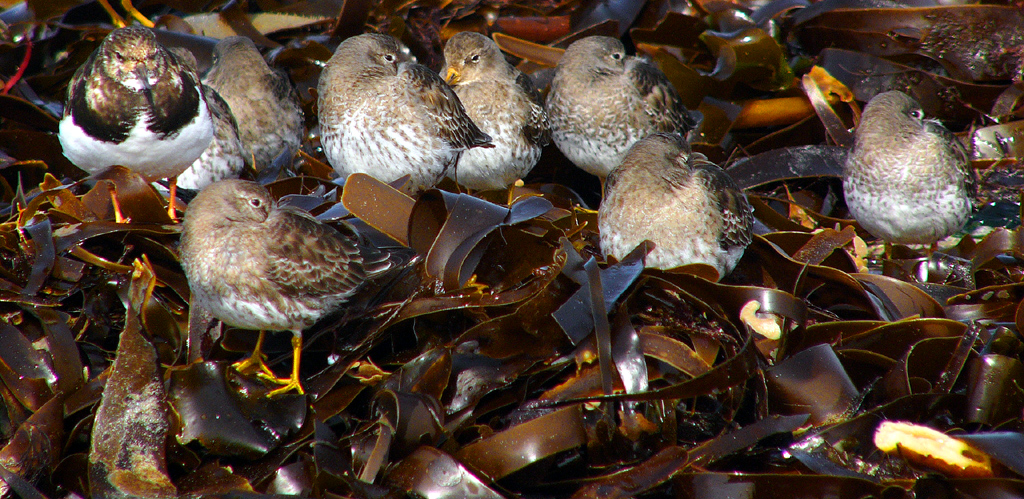
Семь морских песочников и камнешарка

Частично перелётный вид. В общем случае имеет склонность к оседлому образу жизни там, где имеются участки побережья, свободные ото льда. С другой стороны, гнездящиеся в особенно суровых условиях Крайнего Севера птицы не совершают дальние перелёты, а откочёвывают к югу в ближайшие районы, где имеются подходящие для добычи корма условия.
Преимущественно оседлыми считаются популяции прибрежных районов Исландии, Шотландии и Скандинавии. По всей видимости, не покидают территорию островов также небольшое количество куликов, гнездящихся на острове Медвежьем и Фарерских островах. Популяции восточной части Кольского полуострова, Таймыра и островов Карского и Баренцева морей (включая Шпицберген и всё российское Заполярье), а также гнездящиеся в глубине материка, перемещаются на внешние побережья Северной и Западной Европы от восточной части Кольского полуострова (включая берега Мурманской области) и северной Норвегии к западу и югу до Нидерландов и северо-западной Франции.
Птицы западного побережья Гренландии зимуют на южной окраине гнездового ареала, концентрируясь в юго-западной части острова; направление перемещения небольшого количества птиц, гнездящихся на востоке Гренландии, остаётся неясным. Недостаточно изученной также остаётся ситуация на Канадском Арктическом архипелаге. Предполагают, что как минимум часть птиц перемещается в юго-восточном направлении и, делая временные остановки в местах оседлых популяций Гренландии и Исландии, летит дальше в Великобританию и Ирландию, в меньшем количестве на северные побережья Нидерландов, Франции и Испании. Другая часть следует вдоль восточного побережья Северной Америки к югу до Северной Каролины.

### Миграции
Осенняя миграция начинается несколько позже, чем у других видов песочников. Основная часть птиц пережидает послебрачную линьку, которая продолжается с июля по август, на ближайших к гнездовым участкам побережьях. Массовый отлёт взрослых птиц и сеголеток в западной части ареала происходит с конца сентября по ноябрь. Гнездящиеся в Канаде кулики не появляются в Великобритании ранее конца октября — ноября. Весенний пик миграции приходится на период с апреля по май, при этом в разных частях ареала песочники появляются на гнездовых участках с середины мая по середину июня. Наблюдение 2004 года на острове Гельголанд в Северном море показало, что сеголетки покидают зимовки значительно позже взрослых птиц. Взрослые покидали остров в промежутке между 11 апреля и 14 мая (с медианным значением 24 апреля), большинство первогодок — с 12 по 18 мая (с медианным значением 15 мая).

### Места обитания

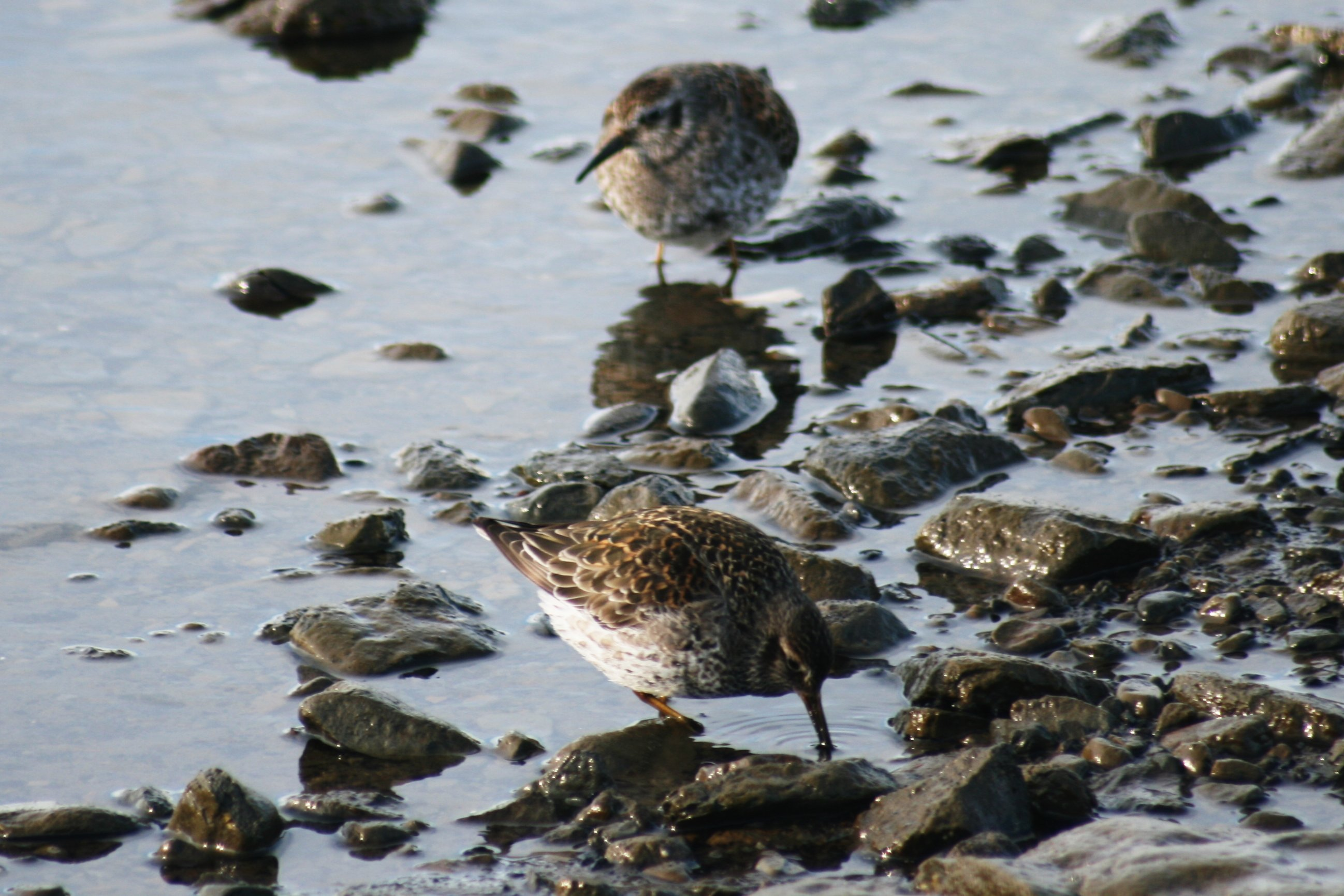
Типичное место обитания вне сезона размножения

В высоких арктических широтах морской песочник обычно не поднимается выше 300 м над уровнем моря, на горных хребтах в средней части Скандинавии иногда селится на высоте до 1300 м и выше. Гнездится на скалистых склонах островов и невысоких хребтов, галечных пляжах, в сухой каменистой тундре с проплешинами лишайника и карликовых растений из рода Dryas, на влажных мшистых участках горных плато вблизи от границы ледников. В Гренландии основные гнездовья расположены вдоль фьордов на расстоянии до 4—5 км от берега, на северо-востоке Новой Земли на галечных берегах. Остальное время проводит исключительно на скалистых и каменистых участках в полосе прибоя — в особенности там, где отливы обнажают широкие участки морского дна. Часто концентрируется в районах дамб и волнорезов.

## Питание
Чаще всего песочники добывают корм на выступающих из воды камнях и осушках — участках морского дна, обнажающихся во время отлива. Здесь они собирают обитающих в скоплениях фукуса (бурых водорослей) моллюсков (Margarites groenlandicus, Littorina spp., Mytilus spp.), малощетинковых червей, мелких ракообразных (в том числе бокоплавов, Gammarus locusta, Idothea granulosa, Balanus balandoides), насекомых (жуков, мух), мелкую рыбу и водоросли (Enteromorpha spp.). В небольших количествах птицы употребляют в пищу семена ложечницы и ягоды низкорослого кустарника Empertum nigrum. На берегу кормятся не только птицы, обитающие непосредственно здесь, но и гнездящиеся в нескольких километрах от него в материковой тундре. В глубине материка рацион большей частью состоит из насекомых (имаго, куколок и личинок мух, ихневмоноидных наездников и тлей) и коллембол, а также пауков, улиток, кольчатых червей и кормов растительного происхождения. Птицы собирают только корм, открыто лежащий на поверхности либо среди водорослей. В отличие от других куликов, они не погружают клюв в субстрат и не находят добычу на ощупь. Часто кормится на камнях и другой скользкой поверхности, и по этой причине почти не бегает, а передвигается шагом. Неплохо плавает.

## Размножение
Моногам. Половая зрелость наступает в конце первого года жизни, однако, как и других куликов, не все птицы весной приступают к размножению. Часть молодых, а возможно также и взрослых птиц, остаются летом на каменистых побережьях — биотопе, больше характерном для внегнездового времяпровождения. Плотность гнездовых поселений варьирует в широких пределах — её минимальное значение отмечено в полярной пустыне на Земле Франца-Иосифа на широте 82°, максимальное (10—30 пар на кв. км.) — вблизи колоний полярной крачки в Исландии, где последние способствуют большей защите от нападения хищников. Сроки размножения также разнятся: например, откладка яиц на Фарерских островах и в Исландии начинается в середине мая, на Шпицбергене во второй половине июня, на территории России в различных частях ареала в промежутке между серединой июня и серединой июля.
Разбивка на пары происходит в течение 5 дней после появления на гнездовых участках. Весеннее возбуждение птиц проявляется в движениях крыльями: птицы приподнимают крыло, обращённое к другой птице, перпендикулярно вверх и сразу его опускают. Аналогичное движение характерно по отношению к пришельцам. Брачное поведение заключается в особом «токовом» характере полёта, сопровождаемого трелью: птица с широко раскрытыми и трепещущими крыльями скользит вверх, после чего с криком внезапно приземляется и начинает описанные выше движения крылом вверх-вниз. Каждый самец охраняет свой участок, на котором устраивает несколько гнёзд, большая часть из которых впоследствии оказывается ложными.
Гнездо обычно представляет собой неглубокую ямку в грунте в мохово-осоковой или кочкарной тундре, иногда под прикрытием кустиков толокнянки или дриады восьмилепестковой (Dryas octopetala). В других случаях гнездо спрятано в углублении между камнями посреди скал или галечника. Выстилка очень скудная, как правило состоит из кусочков мха, лишайника, листьев карликовой берёзы или полярной ивы, иногда коробочки капустных. В кладке обычно 4, реже 3 яйца почти грушевидной формы с матовым блеском. Общий фон скорлупы бывает зеленовато-оливковым, слабо-охристым, серовато-бурым, буроватым или в любом промежуточном сочетании перечисленных оттенков. По яйцу разбросаны различной формы и интенсивности бурые, красно-коричневые и фиолетовые пятна. Размеры яиц: (33—42) х (24—29) мм.
Большую часть времени на гнезде проводит самец, самка лишь на начальной стадии временами подменяет его, а затем и вовсе покидает гнездо и самца. При приближении хищника или человека находящийся поблизости от гнезда и не принимающий участие в насиживании член пары пытается привлечь к себе внимание, поднимая и опуская крыло. С другой стороны, насиживающая птица покидает гнездо и с писком убегает, прижимаясь к земле. Как только опасность минует, наседка возвращается на гнездо. Насиживание длится 21—22 дня. Молодые поднимаются на крыло в возрасте 15—28 дней. Средняя продолжительность жизни составляет 6 лет, максимально известный возраст в Европе — 20 лет и 9 месяцев — был зарегистрирован в Швеции.